# Poppo de Grapfeld
Poppo (I) de Grapfeld, de asemenea Grabfeld (n. 790 d.Hr. – d. 840 d.Hr.), a fost un nobil franc probabil descendent al contelui Cancor din familia Robertinilor, conte de Rheingau, și prin urmare probabil cel mai vechi strămoș care apare în documente, din linia masculină a Babenbergilor franconieni. Această veche familie nobiliară este numită de istorici, de asemenea, Popponi (în germană Popponen). Babenbergii Popponi sau franconieni nu trebuie echivalați cu Babenbergii austrieci. 
La începutul secolului al IX-lea (menționat în documente din 819 până în 839) Poppo I de Grabfeld a fost conte (în germană Gaugraf) în Grabfeld, teritoriu situat astăzi în zona de graniță a statelor federale germane Bavaria și Turingia. În 819/839 Poppo este menționat cu titlul „conte în Saalgau”. 
El a fost „principalul om al francilor” în 838–839, atunci când, alături de alți nobili, incluzând conții Gebhard de Lahngau și Adalbert de Metz și pe arhiepiscopul Odgar de Mainz, s-a opus revoltei lui Ludovic Germanul, acordând sprijin tatălui acestuia, împăratul Ludovic cel Pios.
Poppo a fost probabil tatăl sau poate bunicul ducilor Henric de Franconia, Poppo și Egino de Turingia. A murit în 839/841.